# Neanthes crucifera
Neanthes crucifera är en ringmaskart som först beskrevs av Grube 1878.  Neanthes crucifera ingår i släktet Neanthes och familjen Nereididae. Inga underarter finns listade i Catalogue of Life.